# Ipixuna do Pará
Ipixuna do Pará is een gemeente in de Braziliaanse deelstaat Pará. De gemeente telt 44.396 inwoners (schatting 2009).